# 二田孝治
二田 孝治（ふただ こうじ、1938年5月4日 - ）は、日本の政治家。自由民主党所属の元衆議院議員（7期）。父は衆議院議員・第2代天王町長を務めた二田是儀。

## 来歴
秋田県生まれ。1963年、中央大学法学部法律学科卒業。衆議院議員佐々木義武秘書から秋田県議会議員（3期）を経て、1986年の第38回衆議院議員総選挙で初当選し、連続7期務める。
中選挙区制時代からの佐藤敬夫とのライバル関係は有名であった。ただし、中選挙区時代は常に佐藤に得票数で上回られており、小選挙区制以降後も1996年の総選挙で佐藤に敗れ、比例東北ブロックでの復活当選となった。2000年の総選挙では537票差の大激戦を制して初めて佐藤に勝利した。2003年は比例東北ブロックの単独候補として当選したが、2005年は郵政民営化の是非を問い自民党に追い風が吹く中で、民主党の寺田学に8,609票差で敗れ、比例東北ブロックでの復活当選となった。 2009年は、リーマンショックによる大不況や麻生内閣の失政もあって自民党に大逆風が吹き荒れる中で寺田に3万票以上の大差で敗れ、比例東北ブロックでの復活も叶わず落選した。その後、2010年12月24日に次期総選挙への不出馬と事実上の引退を表明した。小選挙区制では4回中3回が比例代表での当選であった。
内閣・衆院にて、農林水産政務次官、経済企画政務次官、文教委員長、内閣委員長、テロ対策委員長、党にて農林部会長、広報局長、副幹事長、団体総局長、広報本部長、宏池会副会長を歴任。
政治家の年金未納問題が注目された際に国民年金の未納が発覚した（1986年の衆議院議員初当選から18年間）。

## 人物
- 通算当選7回の自民党議員でありながら、一度も入閣しなかった。
- 2002年には栗原組の破産管財人である虻川高範弁護士の申し立てで歳費が差押えを受けた[3]。

## 所属していた主な団体・議員連盟
- 神道政治連盟国会議員懇談会
- 日韓議員連盟